# Labraza

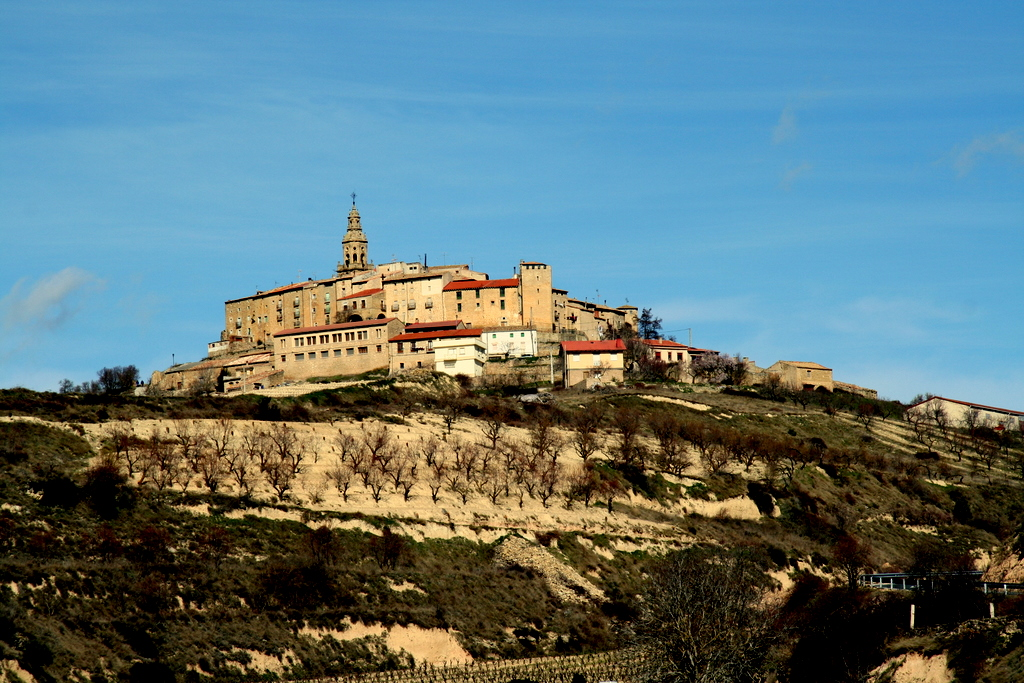
Vista di Labraza dalla strada di Oyón

Labraza è un villaggio nel comune di Oyón nella provincia di Álava situata nella Comunità autonoma dei Paesi Baschi in Spagna, alla frontiera con la Navarra.

## Storia
Labraza fu fondata nel 1196 da Sancho VII di Navarra e da allora è sempre stata un piccolo centro a vocazione agricola. Nel 1977 insieme a Barriobusto chiese e ottenne di unirsi al confinante comune di Oyón.

## Monumenti e luoghi d'interesse
Il villaggio è un grazioso agglomerato di sapore medioevale dotato di diverse torri a base quadrata a difesa di un centro urbano di foggia ovoidale. Le torri sono distanti, l'una dall'altra, fra i 15 e i 17 metri, cosa che lascia supporre che fossero il perimetro di un castello. Poiché il borgo ha dimensioni di 106 m per 80 circa, si deduce che dovessero esserci 15 torri. Non esistono oggi resti del castello ma si ha documentazione che sia esistito.